# ラファエル・シュピーゲル
ラファエル・シモン・シュピーゲル（Raphael Simon Spiegel、1992年12月9日 - ）は、スイス・ゾロトゥルン州リュッテネン出身のプロサッカー選手。ポジションは、ゴールキーパー。

## クラブ経歴
地元クラブでプレーを始め、2007年8月にグラスホッパー・クラブ・チューリッヒの下部組織に移籍。リザーブチームではレギュラーに定着するも、トップテームでプレーすることはなかった。
2012年7月、ウェストハム・ユナイテッドFCに移籍。

## 代表歴
各年代でスイス代表に選出されている。優勝した2009 FIFA U-17ワールドカップにもメンバーの一人として参加したが、試合に出場することなく大会を終えた。

## タイトル

### 代表
- FIFA U-17ワールドカップ: 2009